# Denemarken op de Olympische Zomerspelen 2020
Denemarken neemt deel aan de Olympische Zomerspelen 2020 in Tokio, Japan.

## Medailleoverzicht
| Medaille | Naam                                                                 | Sport          | Onderdeel                | Datum      |
| -------- | -------------------------------------------------------------------- | -------------- | ------------------------ | ---------- |
| Goud     | Anne-Marie Rindom                                                    | Zeilen         | laser radial             | 1 augustus |
| Goud     | Viktor Axelsen                                                       | Badminton      | enkelspel (m)            | 2 augustus |
| Goud     | Lasse Norman Hansen Michael Mørkøv                                   | Baanwielrennen | koppelkoers (m)          | 7 augustus |
|          |                                                                      |                |                          |            |
| Zilver   | Jesper Hansen                                                        | Schietsport    | skeet (m)                | 26 juli    |
| Zilver   | Lasse Norman Hansen Niklas Larsen Frederik Rodenberg Rasmus Pedersen | Baanwielrennen | ploegenachtervolging (m) | 4 augustus |
| Zilver   | Amalie Dideriksen Julie Leth                                         | Baanwielrennen | koppelkoers (v)          | 6 augustus |
| Zilver   | Nationaal mannenhandbalteam van Denemarken                           | Handbal        | mannen                   | 7 augustus |
|          |                                                                      |                |                          |            |
| Brons    | Joachim Sutton Frederik Vystavel                                     | Roeien         | twee-zonder              | 29 juli    |
| Brons    | Pernille Blume                                                       | Zwemmen        | 50 m vrije slag (v)      | 1 augustus |
| Brons    | Emma Aastrand Jørgensen                                              | Kanovaren      | K-1 200m (v)             | 3 augustus |
| Brons    | Emma Aastrand Jørgensen                                              | Kanovaren      | K-1 500m (v)             | 5 augustus |

## Atleten
Hieronder volgt een overzicht van de atleten die zich reeds hebben verzekerd van deelname aan de Olympische Zomerspelen 2020.
| sport        | Mannen | Vrouwen | totaal |
| ------------ | ------ | ------- | ------ |
| Atletiek     | 9      | 8       | 17     |
| Badminton    | 5      | 4       | 9      |
| Boogschieten | 0      | 1       | 1      |
| Golf         | 2      | 2       | 4      |
| Handbal      | 14     | 0       | 14     |
| Judo         | 0      | 1       | 1      |
| Kanovaren    | 0      | 4       | 4      |
| Paardensport | 2      | 3       | 5      |
| Roeien       | 3      | 6       | 9      |
| Schietsport  | 2      | 2       | 4      |
| Skateboarden | 1      | 0       | 1      |
| Tafeltennis  | 1      | 0       | 1      |
| Wielersport  | 11     | 7       | 18     |
| Worstelen    | 1      | 0       | 1      |
| Zeilen       | 3      | 5       | 8      |
| Zwemmen      | 3      | 8       | 11     |
| totaal       | 57     | 51      | 108    |

## Sporten

### Atletiek
Mannen
Loopnummers
| atleet                                                               | onderdeel           | series   | series | kwartfinale | kwartfinale | halve finale   | halve finale   | finale         | finale         |
| atleet                                                               | onderdeel           | tijd     | rang   | tijd        | rang        | tijd           | rang           | tijd           | rang           |
| -------------------------------------------------------------------- | ------------------- | -------- | ------ | ----------- | ----------- | -------------- | -------------- | -------------- | -------------- |
| Kojo Musah                                                           | 100 m               | bye      | bye    | 10,20       | 4           | niet geplaatst | niet geplaatst | niet geplaatst | niet geplaatst |
| Ole Hesselbjerg                                                      | 3000 m steeplechase | 8.24,08  | 8      | n.v.t.      | n.v.t.      | n.v.t.         | n.v.t.         | niet geplaatst | niet geplaatst |
| Thijs Nijhuis                                                        | marathon            | n.v.t.   | n.v.t. | n.v.t.      | n.v.t.      | n.v.t.         | n.v.t.         | 2:26.59        | 69             |
| Abdi Hakin Ulad                                                      | marathon            | n.v.t.   | n.v.t. | n.v.t.      | n.v.t.      | n.v.t.         | n.v.t.         | 2:15.50        | 23             |
| Simon Hansen Tazana Kamanga-Dyrbak Kojo Musah Frederik Schou-Nielsen | 4x100 m             | 38,16 NR | 7      | n.v.t.      | n.v.t.      | n.v.t.         | n.v.t.         | niet geplaatst | niet geplaatst |

Vrouwen
Loopnummers
| atlete                                                                                                | onderdeel           | series   | series | kwartfinale | kwartfinale | halve finale | halve finale | finale         | finale         |
| atlete                                                                                                | onderdeel           | tijd     | rang   | tijd        | rang        | tijd         | rang         | tijd           | rang           |
| --- | ------------------- | -------- | ------ | ----------- | ----------- | ------------ | ------------ | -------------- | -------------- |
| Sara Slott Petersen                                                                                   | 400 m horden        | 55,52    | 3 Q    | n.v.t.      | n.v.t.      | DSQ          | DSQ          | niet geplaatst | niet geplaatst |
| Anna Emilie Møller                                                                                    | 3000 m steeplechase | 9.31,99  | 9      | n.v.t.      | n.v.t.      | n.v.t.       | n.v.t.       | niet geplaatst | niet geplaatst |
| Emma Beiter Bomme(S) Astrid Glenner-Frandsen(S) Mette Graversgaard Ida Karstoft(S) Mathilde Kramer(S) | 4x100 m             | 43,51 NR | 7      | n.v.t.      | n.v.t.      | n.v.t.       | n.v.t.       | niet geplaatst | niet geplaatst |

### Badminton
Mannen
| atleet                              | onderdeel  | groepsfase                            | groepsfase                             | groepsfase                           | groepsfase | eliminatie                | kwartfinale                          | halve finale              | finale / BM             | finale / BM |
| atleet                              | onderdeel  | tegenstander uitslag                  | tegenstander uitslag                   | tegenstander uitslag                 | rang       | tegenstander uitslag      | tegenstander uitslag                 | tegenstander uitslag      | tegenstander uitslag    | rang        |
| ----------------------------------- | ---------- | ------------------------------------- | -------------------------------------- | ------------------------------------ | ---------- | ------------------------- | ------------------------------------ | ------------------------- | ----------------------- | ----------- |
| Anders Antonsen                     | enkelspel  | Nguyễn T M W (21-13, 21-13)           | A R Dwicahyo W (21-16, 21-15)          | n.v.t.                               | 1 Q        | T Penty W (21-10, 21-15)  | A S Ginting V (18-21, 21-15, 18-21)  | niet geplaatst            | niet geplaatst          | 5           |
| Viktor Axelsen                      | enkelspel  | L Wraber W (21-12, 21-11)             | K Koljonen W (21-9, 21-13)             | n.v.t.                               | 1 Q        | Wang T-W W (21-16, 21-14) | Shi Y W (21-13, 21-13)               | K Cordón W (21-18, 21-11) | Chen L W (21-15, 21-12) | Goud        |
| Kim Astrup Anders Skaarup Rasmussen | dubbelspel | V Ivanov / I Sozonov W (21-13, 21-18) | G Olofua / A J Opeyori W (21-7, 21-10) | H Endo / Y Watanabe V (14-21, 12-21) | 2 Q        | n.v.t.                    | Li J / Liu Y V (21-12, 14-21, 19-21) | niet geplaatst            | niet geplaatst          | 5           |

Vrouwen
| atleet                          | onderdeel  | groepsfase                   | groepsfase                                 | groepsfase                                       | groepsfase | eliminatie                  | kwartfinale          | halve finale         | finale / BM          | finale / BM |
| atleet                          | onderdeel  | tegenstander uitslag         | tegenstander uitslag                       | tegenstander uitslag                             | rang       | tegenstander uitslag        | tegenstander uitslag | tegenstander uitslag | tegenstander uitslag | rang        |
| ------------------------------- | ---------- | ---------------------------- | ------------------------------------------ | ------------------------------------------------ | ---------- | --------------------------- | -------------------- | -------------------- | -------------------- | ----------- |
| Mia Blichfeldt                  | enkelspel  | W Chen W (21-7, 21-14)       | L Zechiri W (21-10, 21-3)                  | n.v.t.                                           | 1 Q        | P V Sindhu V (15-21, 13-21) | niet geplaatst       | niet geplaatst       | niet geplaatst       | 9           |
| Maiken Fruergaard Sara Thygesen | dubbelspel | Du Y / Li Y V (13–21, 15-21) | Lee S-h / Shin S-c W (15-21, 21-19, 22-20) | S Mapasa / G Sommerville V (19-21, 21-13, 12-21) | 4          | n.v.t.                      | niet geplaatst       | niet geplaatst       | niet geplaatst       | 9           |

Gemengd
| atleet                              | onderdeel  | groepsfase                                       | groepsfase                                 | groepsfase                              | groepsfase | eliminatie           | kwartfinale          | halve finale         | finale / BM          | finale / BM |
| atleet                              | onderdeel  | tegenstander uitslag                             | tegenstander uitslag                       | tegenstander uitslag                    | rang       | tegenstander uitslag | tegenstander uitslag | tegenstander uitslag | tegenstander uitslag | rang        |
| ----------------------------------- | ---------- | ------------------------------------------------ | ------------------------------------------ | --------------------------------------- | ---------- | -------------------- | -------------------- | -------------------- | -------------------- | ----------- |
| Mathias Christiansen Alexandra Bøje | dubbelspel | Y Watanabe / A Higachino V (22-20, 11-21, 15-21) | P Jordan / M D Oktavianti V (22-24, 19-21) | S Leung / G Sommerville W (21–6, 21–14) | 3          | n.v.t.               | niet geplaatst       | niet geplaatst       | niet geplaatst       | 9           |

### Boogschieten
Vrouwen
| atleet     | onderdeel   | plaatsingsronde | plaatsingsronde | eerste ronde          | tweede ronde         | derde ronde          | kwartfinale          | halve finale         | finale / BM          | finale / BM |
| atleet     | onderdeel   | score           | rang            | tegenstander uitslag  | tegenstander uitslag | tegenstander uitslag | tegenstander uitslag | tegenstander uitslag | tegenstander uitslag | rang        |
| ---------- | ----------- | --------------- | --------------- | --------------------- | -------------------- | -------------------- | -------------------- | -------------------- | -------------------- | ----------- |
| Maja Jager | individueel | 649             | 25              | D Chroirunisa W 6 – 2 | K Perova V 3 – 7     | niet geplaatst       | niet geplaatst       | niet geplaatst       | niet geplaatst       | 17          |

### Golf
Mannen
| atleet            | onderdeel | eerste ronde | tweede ronde | derde ronde | vierde ronde | totaal | totaal | totaal |
| atleet            | onderdeel | score        | score        | score       | score        | score  | par    | rang   |
| ----------------- | --------- | ------------ | ------------ | ----------- | ------------ | ------ | ------ | ------ |
| Rasmus Højgaard   | mannen    | 73           | 68           | 66          | 71           | 278    | -6     | 38     |
| Joachim B. Hansen | mannen    | 66           | 73           | 67          | 69           | 275    | -9     | 27     |

Vrouwen
| atleet                  | onderdeel | eerste ronde | tweede ronde | derde ronde | vierde ronde | totaal | totaal | totaal |
| atleet                  | onderdeel | score        | score        | score       | score        | score  | par    | rang   |
| ----------------------- | --------- | ------------ | ------------ | ----------- | ------------ | ------ | ------ | ------ |
| Nanna Koerstz Madsen    | vrouwen   | 69           | 64           | 72          | 69           | 274    | -10    | 9      |
| Emily Kristine Pedersen | vrouwen   | 70           | 63           | 70          | 68           | 271    | -13    | 5      |

### Handbal
Mannen
| Olympiër | Onderdeel | Resultaat | Prestatie |
| --- | --------- | --------- | --------- |
| Niklas Landin Jacobsen Magnus Landin Jacobsen Emil Jakobsen Magnus Saugstrup Lasse Svan Kevin Møller Henrik Møllgaard Mads Mensah Larsen Henrik Toft Hansen Mikkel Hansen Morten Olsen Jóhan Hansen Lasse Andersson Jacob Holm Mathias Gidsel | mannen    | Goud      | zie onder |

| Groep |            |             |             |             |             |            |            |            |        |
| #     | Land       | Wedstrijden | Wedstrijden | Wedstrijden | Wedstrijden | Doelpunten | Doelpunten | Doelpunten | Punten |
| #     | Land       | G           | W           | G           | V           | V          | T          | Saldo      | Punten |
| 1     | Denemarken | 5           | 4           | 0           | 1           | 174        | 139        | +35        | 8      |
| 2     | Egypte     | 5           | 4           | 0           | 1           | 154        | 134        | +20        | 8      |
| 3     | Zweden     | 5           | 4           | 0           | 1           | 144        | 142        | +2         | 8      |
| 4     | Bahrein    | 5           | 1           | 0           | 4           | 129        | 149        | -20        | 2      |
| 5     | Portugal   | 5           | 1           | 0           | 4           | 143        | 156        | -13        | 2      |
| 6     | Japan      | 5           | 1           | 0           | 4           | 146        | 170        | -24        | 2      |

| Ronde        | Datum      | Lokale tijd | MEZT       | Land       | Score      | Land       |  |
| ------------ | ---------- | ----------- | ---------- | ---------- | ---------- | ---------- |  |
| groepsfase   |            |             |            |            |            |            |  |
| 24 juli      | 21:30      | 14:30       | Denemarken | 47 - 30    | Japan      |            |  |
| 26 juli      | 14:15      | 07:15       | Egypte     | 27 -32     | Denemarken |            |  |
| 28 juli      | 09:00      | 02:00       | Denemarken | 31 - 21    | Bahrein    |            |  |
| 30 juli      | 19:30      | 12:30       | Portugal   | 28 - 34    | Denemarken |            |  |
| 1 augustus   | 21:30      | 14:30       | Denemarken | 30 - 33    | Zweden     |            |  |
|              |            |             |            |            |            |            |  |
| kwartfinale  | 3 augustus | 17:00       | 10:00      | Denemarken | 31 - 25    | Noorwegen  |  |
|              |            |             |            |            |            |            |  |
| halve finale | 5 augustus | 21:00       | 14:00      | Spanje     | 23-27      | Denemarken |  |
|              |            |             |            |            |            |            |  |
| finale       | 7 augustus | 21:00       | 14:00      | Frankrijk  | 25 - 23    | Denemarken |  |

### Judo
Vrouwen
| atlete      | onderdeel | eerste ronde                | tweede ronde         | kwartfinale          | halve finale         | herkansing           | finale / BM          | finale / BM    |
| atlete      | onderdeel | tegenstander uitslag        | tegenstander uitslag | tegenstander uitslag | tegenstander uitslag | tegenstander uitslag | tegenstander uitslag | rang           |
| ----------- | --------- | --------------------------- | -------------------- | -------------------- | -------------------- | -------------------- | -------------------- | -------------- |
| Lærke Olsen | −63 kg    | Beauchemin-Pinard V 000–010 | niet geplaatst       | niet geplaatst       | niet geplaatst       | niet geplaatst       | niet geplaatst       | niet geplaatst |

### Kanovaren
Vrouwen
Sprint
| atleet                                                                          | onderdeel | series   | series | kwartfinale | kwartfinale | halve finale   | halve finale   | finale         | finale         |
| atleet                                                                          | onderdeel | tijd     | rang   | tijd        | rang        | tijd           | rang           | tijd           | rang           |
| ------------------------------------------------------------------------------- | --------- | -------- | ------ | ----------- | ----------- | -------------- | -------------- | -------------- | -------------- |
| Sara Milthers                                                                   | K-1 200 m | 43,863   | 6 KF   | 43,675      | 5           | niet geplaatst | niet geplaatst | niet geplaatst | niet geplaatst |
| Emma Åstrand Jørgensen                                                          | K-1 200 m | 41,572   | 1 HF   | bye         | bye         | 38,457         | 2 FA           | 38,901         | Brons          |
| Emma Åstrand Jørgensen                                                          | K-1 500 m | 1.49,231 | 2 HF   | bye         | bye         | 1.52,931       | 2 FA           | 1.52,773       | Brons          |
| Julie Frølund Funch Bolette Nyvang Iversen                                      | K-2 500 m | 1.52,730 | 5 KF   | 1.52,678    | 5           | niet geplaatst | niet geplaatst | niet geplaatst | niet geplaatst |
| Julie Frølund Funch Bolette Nyvang Iversen Emma Åstrand Jørgensen Sara Milthers | K-4 500 m | 1.38,453 | 5 KF   | 1.37,682    | 6 HF        | 1.37,386       | 4 FA           | 1.41,141       | 8              |

### Paardensport

#### Dressuur
| ruiter                                                     | paard              | onderdeel   | Grand Prix | Grand Prix | Grand Prix Special | Grand Prix Special | Grand Prix Freestyle | Grand Prix Freestyle | totaal  | totaal |
| ruiter                                                     | paard              | onderdeel   | score      | rang       | score              | rang               | technisch            | artistiek            | uitslag | rang   |
| ---------------------------------------------------------- | ------------------ | ----------- | ---------- | ---------- | ------------------ | ------------------ | -------------------- | -------------------- | ------- | ------ |
| Cathrine Dufour                                            | Bohemian           | individueel | 81.056     | 3 Q        | n.v.t.             | n.v.t.             | 81.929               | 93.086               | 87.507  | 4      |
| Carina Cassøe Krüth                                        | Heiline's Danciera | individueel | 76.677     | 10 Q       | n.v.t.             | n.v.t.             | 78.286               | 88.371               | 83.329  | 7      |
| Nanna Skodborg Merrald                                     | Zack               | individueel | 73.168     | 16 q       | n.v.t.             | n.v.t.             | 76.357               | 85.429               | 80.893  | 11     |
| Cathrine Dufour Carina Cassøe Krüth Nanna Skodborg Merrald | zie hierboven      | team        | 7435.0     | 3 Q        | 7540.0             | 4                  | n.v.t.               | n.v.t.               | 7540.0  | 4      |

#### Eventing
| ruiter       | paard       | onderdeel   | dressuur    | dressuur | cross-country | cross-country | cross-country | springen     | springen     | springen     | springen       | springen       | springen       | totaal         | totaal         |
| ruiter       | paard       | onderdeel   | dressuur    | dressuur | cross-country | cross-country | cross-country | kwalificatie | kwalificatie | kwalificatie | finale         | finale         | finale         | totaal         | totaal         |
| ruiter       | paard       | onderdeel   | strafpunten | rang     | strafpunten   | totaal        | rang          | strafpunten  | totaal       | rang         | strafpunten    | totaal         | rang           | strafpunten    | rang           |
| ------------ | ----------- | ----------- | ----------- | -------- | ------------- | ------------- | ------------- | ------------ | ------------ | ------------ | -------------- | -------------- | -------------- | -------------- | -------------- |
| Peter Flarup | Fascination | individueel | 33.70       | 34       | 67.20         | 100.90        | 47            | 9            | 89.52        | 40           | niet geplaatst | niet geplaatst | niet geplaatst | niet geplaatst | niet geplaatst |

#### Springen
| ruiter        | paard       | onderdeel   | kwalificatie | kwalificatie | finale         | finale         | totaal         | totaal         |
| ruiter        | paard       | onderdeel   | strafpunten  | rang         | strafpunten    | rang           | strafpunten    | rang           |
| ------------- | ----------- | ----------- | ------------ | ------------ | -------------- | -------------- | -------------- | -------------- |
| Andreas Schou | Darc de Lux | individueel | 9.00         | 47           | niet geplaatst | niet geplaatst | niet geplaatst | niet geplaatst |

### Roeien
Mannen
| atleet                           | onderdeel   | series  | series | herkansingen | herkansingen | kwartfinale | kwartfinale | halve finale | halve finale | finale  | finale |
| atleet                           | onderdeel   | tijd    | rang   | tijd         | rang         | tijd        | rang        | tijd         | rang         | tijd    | rang   |
| -------------------------------- | ----------- | ------- | ------ | ------------ | ------------ | ----------- | ----------- | ------------ | ------------ | ------- | ------ |
| Sverri Sandberg Nielsen          | skiff       | 7.04,88 | 1 KF   | bye          | bye          | 7.10,52     | 1 HA/B      | 6.44,00      | 2 FA         | 6.42,73 | 4      |
| Joachim Sutton Frederik Vystavel | twee-zonder | 6.36,93 | 2 HA/B | bye          | bye          | n.v.t.      | n.v.t.      | 6.14,88      | 2 FA         | 6.19,88 | Brons  |

Vrouwen
| atlete                                                                                | onderdeel   | series  | series | herkansingen | herkansingen | halve finale | halve finale | finale  | finale |
| atlete                                                                                | onderdeel   | tijd    | rang   | tijd         | rang         | tijd         | rang         | tijd    | rang   |
| ------------------------------------------------------------------------------------- | ----------- | ------- | ------ | ------------ | ------------ | ------------ | ------------ | ------- | ------ |
| Fie Udby Erichsen Hedvig Rasmussen                                                    | twee-zonder | 7.22,86 | 2 HA/B | bye          | bye          | 7.08,44      | 6FB          | 6.59,48 | 8      |
| Ida Gørtz Jacobsen Cristina Juhl Johansen Frida Sanggaard Nielsen Trine Dahl Pedersen | vier-zonder | 6.50,15 | 5 H    | 7.01,17      | 6 FB         | n.v.t.       | n.v.t.       | 6.34,72 | 8      |

### Schietsport
Mannen
| atleet        | onderdeel              | kwalificaties | kwalificaties | finale         | finale         |
| atleet        | onderdeel              | punten        | rang          | punten         | rang           |
| ------------- | ---------------------- | ------------- | ------------- | -------------- | -------------- |
| Jesper Hansen | skeet                  | 122           | 6 Q           | 55             | Zilver         |
| Steffen Olsen | 50m geweer 3 houdingen | 1160          | 28            | niet geplaatst | niet geplaatst |

Vrouwen
| atlete       | onderdeel               | kwalificaties | kwalificaties | finale         | finale         |
| atlete       | onderdeel               | punten        | rang          | punten         | rang           |
| ------------ | ----------------------- | ------------- | ------------- | -------------- | -------------- |
| Anna Nielsen | 10 m luchtgeweer        | 623,3         | 28            | niet geplaatst | niet geplaatst |
| Rikke Ibsen  | 10 m luchtgeweer        | 625,0         | 22            | niet geplaatst | niet geplaatst |
| Rikke Ibsen  | 50 m geweer 3 houdingen | 1157          | 29            | niet geplaatst | niet geplaatst |

Gemengd
| atlete                     | onderdeel        | kwalificatie 1 | kwalificatie 1 | kwalificatie 2 | kwalificatie 2 | finale         | finale         |
| atlete                     | onderdeel        | punten         | rang           | punten         | rang           | punten         | rang           |
| -------------------------- | ---------------- | -------------- | -------------- | -------------- | -------------- | -------------- | -------------- |
| Anna Nielsen Steffen Olsen | 10 m luchtgeweer | 623,1          | 21             | niet geplaatst | niet geplaatst | niet geplaatst | niet geplaatst |

### Skateboarden
Mannen
| atlete        | onderdeel | kwalificaties | kwalificaties | finale         | finale         |
| atlete        | onderdeel | punten        | rang          | punten         | rang           |
| ------------- | --------- | ------------- | ------------- | -------------- | -------------- |
| Rune Glifberg | park      | 37,61         | 19            | niet geplaatst | niet geplaatst |

### Tafeltennis
Mannen
| atleet         | onderdeel | voorronde            | eerste ronde         | tweede ronde         | derde ronde          | vierde ronde         | kwartfinale          | halve finale         | finale / BM          | finale / BM    |
| atleet         | onderdeel | tegenstander uitslag | tegenstander uitslag | tegenstander uitslag | tegenstander uitslag | tegenstander uitslag | tegenstander uitslag | tegenstander uitslag | tegenstander uitslag | rang           |
| -------------- | --------- | -------------------- | -------------------- | -------------------- | -------------------- | -------------------- | -------------------- | -------------------- | -------------------- | -------------- |
| Jonathon Groth | enkelspel | bye                  | bye                  | Majoros W 4-1        | Gauzy V 0-4          | niet geplaatst       | niet geplaatst       | niet geplaatst       | niet geplaatst       | niet geplaatst |

### Wielersport

#### Baanwielrennen
Mannen
Koppelkoers
| atleet                             | onderdeel   | punten | rondes | rang |
| ---------------------------------- | ----------- | ------ | ------ | ---- |
| Lasse Norman Hansen Michael Mørkøv | koppelkoers | 43     | -      | Goud |

Ploegenachtervolging
| atleet                                                               | onderdeel            | kwalificatie | kwalificatie | halve finale               | halve finale | finale               | finale |
| atleet                                                               | onderdeel            | tijd         | rang         | tegenstander uitslag       | rang         | tegenstander uitslag | rang   |
| -------------------------------------------------------------------- | -------------------- | ------------ | ------------ | -------------------------- | ------------ | -------------------- | ------ |
| Niklas Larsen Lasse Norman Hansen Rasmus Pedersen Frederik Rodenberg | ploegenachtervolging | 3.45,014 OR  | 1 Q          | Groot-Brittannië Geen tijd | 2 Q          | Italië 3.42,198      | Zilver |

Omnium
| atleet        | onderdeel | scratchrace | scratchrace | temporace | temporace | afvalrace | afvalrace | puntenrace | puntenrace | totaal punten | rang |
| atleet        | onderdeel | rang        | punten      | rang      | punten    | rang      | punten    | rang       | punten     | totaal punten | rang |
| ------------- | --------- | ----------- | ----------- | --------- | --------- | --------- | --------- | ---------- | ---------- | ------------- | ---- |
| Niklas Larsen | omnium    | 5           | 32          | 6         | 30        | 8         | 26        | 6          | 25         | 113           | 5    |

Vrouwen
Koppelkoers
| atlete                       | onderdeel   | punten | rondes | rang   |
| ---------------------------- | ----------- | ------ | ------ | ------ |
| Amalie Dideriksen Julie Leth | koppelkoers | 35     | 20     | Zilver |

Omnium
| atlete            | onderdeel | scratchrace | scratchrace | temporace | temporace | afvalrace | afvalrace | puntenrace | puntenrace | totaal punten | rang |
| atlete            | onderdeel | rang        | punten      | rang      | punten    | rang      | punten    | rang       | punten     | totaal punten | rang |
| ----------------- | --------- | ----------- | ----------- | --------- | --------- | --------- | --------- | ---------- | ---------- | ------------- | ---- |
| Amalie Dideriksen | omnium    | 8           | 26          | 6         | 32        | 3         | 36        | 4          | 11         | 103           | 4    |

#### BMX
Vrouwen
Race
| atlete                     | onderdeel | kwartfinale | kwartfinale | halve finale | halve finale | finale  | finale |
| atlete                     | onderdeel | punten      | rang        | punten       | rang         | uitslag | rang   |
| -------------------------- | --------- | ----------- | ----------- | ------------ | ------------ | ------- | ------ |
| Simone Tetsche Christensen | race      | 7           | 2 Q         | 10           | 2 Q          | 45,582  | 6      |

#### Mountainbike
Mannen
| atleet                    | onderdeel    | tijd    | rang |
| ------------------------- | ------------ | ------- | ---- |
| Sebastian Fini Carstensen | mountainbike | 1.30,28 | 22   |

Vrouwen
| atlete        | onderdeel    | tijd    | rang |
| ------------- | ------------ | ------- | ---- |
| Caroline Bohé | mountainbike | 1:20.57 | 13   |
| Malene Degn   | mountainbike | 1:20.34 | 12   |

#### Wegwielrennen
Mannen
| atleet                  | onderdeel    | tijd     | rang |
| ----------------------- | ------------ | -------- | ---- |
| Kasper Asgreen          | wegwedstrijd | DNF      | DNF  |
| Kasper Asgreen          | tijdrit      | 56.52,21 | 7    |
| Jakob Fuglsang          | wegwedstrijd | 6.08.09  | 12   |
| Christopher Juul-Jensen | wegwedstrijd | DNF      | DNF  |
| Michael Valgren         | wegwedstrijd | 6.21.46  | 78   |

Vrouwen
| atlete                   | onderdeel    | tijd     | rang |
| ------------------------ | ------------ | -------- | ---- |
| Emma Norsgaard Jørgensen | wegwedstrijd | DNF      | DNF  |
| Emma Norsgaard Jørgensen | tijdrit      | 33.50,18 | 17   |
| Cecilie Uttrup Ludwig    | wegwedstrijd | 3.54.31  | 10   |

### Worstelen
Mannen
Grieks-Romeins
| atleet             | onderdeel | eerste ronde         | kwartfinale          | halve finale         | herkansing           | finale / BM          | finale / BM    |
| atleet             | onderdeel | tegenstander uitslag | tegenstander uitslag | tegenstander uitslag | tegenstander uitslag | tegenstander uitslag | rang           |
| ------------------ | --------- | -------------------- | -------------------- | -------------------- | -------------------- | -------------------- | -------------- |
| Fredrik Bjerrehuus | −67 kg    | Nasibov V 1-5        | niet geplaatst       | niet geplaatst       | Surkov V 0-4         | niet geplaatst       | niet geplaatst |

### Zeilen
Mannen
| atleet                                 | onderdeel | race | race | race | race | race | race | race | race | race | race | race | race | race | netto punten | eindnotering |
| atleet                                 | onderdeel | 1    | 2    | 3    | 4    | 5    | 6    | 7    | 8    | 9    | 10   | 11   | 12   | M    | netto punten | eindnotering |
| -------------------------------------- | --------- | ---- | ---- | ---- | ---- | ---- | ---- | ---- | ---- | ---- | ---- | ---- | ---- | ---- | ------------ | ------------ |
| Mads Emil Lübeck Nikolaj Hoffmann Buhl | 49er      | 6    | 5    | 10   | 3    | 1    | 4    | 6    | 4    | 14   | 15   | 5    | 8    | 16   | 82           | 5            |

Vrouwen
| atleet                                       | onderdeel    | race | race | race | race | race | race | race | race | race | race   | race   | race   | race | netto punten | eindnotering |
| atleet                                       | onderdeel    | 1    | 2    | 3    | 4    | 5    | 6    | 7    | 8    | 9    | 10     | 11     | 12     | M    | netto punten | eindnotering |
| -------------------------------------------- | ------------ | ---- | ---- | ---- | ---- | ---- | ---- | ---- | ---- | ---- | ------ | ------ | ------ | ---- | ------------ | ------------ |
| Lærke Buhl-Hansen                            | RS:X         | 9    | 4    | 8    | 4    | 9    | 8    | 6    | 5    | 5    | 8      | 9      | 9      | 18   | 93           | 7            |
| Anne-Marie Rindom                            | Laser Radial | 6    | 5    | 3    | 13   | 4    | 4    | 2    | 1    | 26   | 45 DNF | n.v.t. | n.v.t. | 15   | 78           | Goud         |
| Ida Marie Baad Nielsen Marie Thusgaard Olsen | 49erFX       | 14   | 4    | 3    | 5    | 1    | 11   | 14   | 17   | 17   | 9      | 6      | 14     | 8    | 106          | 8            |

Gemengd
| atleet                                | onderdeel | race | race | race | race | race | race | race | race | race | race | race | race | race | netto punten | eindnotering |
| atleet                                | onderdeel | 1    | 2    | 3    | 4    | 5    | 6    | 7    | 8    | 9    | 10   | 11   | 12   | M    | netto punten | eindnotering |
| ------------------------------------- | --------- | ---- | ---- | ---- | ---- | ---- | ---- | ---- | ---- | ---- | ---- | ---- | ---- | ---- | ------------ | ------------ |
| Christian Peter Lübeck Lin Ea Cenholt | Nacra 17  | 8    | 8    | 10   | 7    | 2    | 4    | 13   | 11   | 11   | 1    | 3    | 1    | 4    | 70           | 4            |

### Zwemmen
Mannen
| atleet             | onderdeel         | series   | series | halve finale   | halve finale   | finale         | finale         |
| atleet             | onderdeel         | tijd     | rang   | tijd           | rang           | tijd           | rang           |
| ------------------ | ----------------- | -------- | ------ | -------------- | -------------- | -------------- | -------------- |
| Anton Ipsen        | 800 m vrije slag  | 7.54,98  | 21     | n.v.t.         | n.v.t.         | niet geplaatst | niet geplaatst |
| Anton Ipsen        | 1500 m vrije slag | 15.01,58 | 14     | n.v.t.         | n.v.t.         | niet geplaatst | niet geplaatst |
| Alexander Nørgaard | 800 m vrije slag  | 7.53,50  | 19     | n.v.t.         | n.v.t.         | niet geplaatst | niet geplaatst |
| Alexander Nørgaard | 1500 m vrije slag | 15.28,70 | 26     | n.v.t.         | n.v.t.         | niet geplaatst | niet geplaatst |
| Tobias Bjerg       | 100 m schoolslag  | DSQ      | DSQ    | niet geplaatst | niet geplaatst | niet geplaatst | niet geplaatst |

Vrouwen
| atlete                                                                | onderdeel          | series   | series | halve finale   | halve finale   | finale         | finale         |
| atlete                                                                | onderdeel          | tijd     | rang   | tijd           | rang           | tijd           | rang           |
| --------------------------------------------------------------------- | ------------------ | -------- | ------ | -------------- | -------------- | -------------- | -------------- |
| Julie Kepp Jensen                                                     | 50 m vrije slag    | 24,70    | 14 Q   | 24,98          | 16             | niet geplaatst | niet geplaatst |
| Pernille Blume                                                        | 50 m vrije slag    | 24,12    | 2 Q    | 24,08          | 2 Q            | 24,21          | Brons          |
| Pernille Blume                                                        | 100 m vrije slag   | 52,96    | 7 Q    | 53,26          | 10             | niet geplaatst | niet geplaatst |
| Signe Bro                                                             | 100 m vrije slag   | 53,54    | 13 Q   | 53,55          | 12             | niet geplaatst | niet geplaatst |
| Helena Rosendahl Bach                                                 | 1500 m vrije slag  | 16.29,56 | 25     | n.v.t.         | n.v.t.         | niet geplaatst | niet geplaatst |
| Helena Rosendahl Bach                                                 | 200 m vlinderslag  | 2.09,37  | 10 Q   | 2.10,05        | 12             | niet geplaatst | niet geplaatst |
| Emilie Beckmann                                                       | 100 m vlinderslag  | 58,84    | 22     | niet geplaatst | niet geplaatst | niet geplaatst | niet geplaatst |
| Pernille Blume Signe Bro Julie Kepp Jensen Jeanette Ottesen           | 4x100 m vrije slag | 3.35,56  | 7 Q    | n.v.t.         | n.v.t.         | 3.35,70        | 8              |
| Emilie Beckmann Pernille Blume Clara Rybak-Andersen Karoline Sørensen | 4x100 m wisselslag | 4.04,04  | 15     | n.v.t.         | n.v.t.         | niet geplaatst | niet geplaatst |